# エラ＝モブス・トロフィー
エラ＝モブス・トロフィー（英語: Ella-Mobbs Trophy）は、ラグビーイングランド代表とラグビーオーストラリア代表の間で行われるラグビーの定期戦であり、勝者に授与されるトロフィーである。1997年にクックカップ（Cock Cup）として始まり、2022年にエラ＝モブス・トロフィーに名称変更された。

## 概要
1997年に「クックカップ（Cock Cup）」を創設。南半球への最初のヨーロッパ遠征隊を率いて1770年にオーストラリアに到着したジェームズ・クック船長にちなんで名づけられた。
2022年からは、「エラ＝モブス・トロフィー（Ella-Mobbs Trophy）」に名称変更した。
新しい名称は、オーストラリア先住民族でオーストラリア代表として25キャップを持ちキャプテンを10回務めたマーク・エラ（Mark Ella）と、1909年にイングランド対オーストラリアのテストマッチで初トライを決めたイングランド代表エドガー・モブズ（Edgar Mobbs）の二人への敬意を表して名づけられた。
クックカップは、金属製で取っ手が2個ついた横に広いカップ型だった。エラ＝モブス・トロフィーは、ロンドンのロイヤルドルトン社がデザインした縦長のクリスタル製カップである。

## 対戦集計
2024年11月9日現在。

### 優勝回数
- オーストラリア：11回
- イングランド：14回
- 引き分け：2回

2016年、2022年は複数回の対戦結果で優勝を決定した。
| ホスト         | 試合数 | オーストラリア · の勝利数 | イングランド · の勝利数 | 引き分け | オーストラリア の得点 | イングランド の得点 |
| -------------- | ------ | ------------------------- | ----------------------- | -------- | --------------------- | ------------------- |
| オーストラリア | 15     | 8                         | 7                       | 0        | 417                   | 254                 |
| イングランド   | 18     | 6                         | 11                      | 1        | 345                   | 437                 |
| 合計           | 33     | 14                        | 18                      | 1        | 762                   | 691                 |

## 対戦結果
出典：
- ST – サマーテスト（北半球の夏季にイングランドが、冬季の南半球へ遠征）
- AI – オータム・インターナショナル（南半球で春のオーストラリアが、北半球の秋にヨーロッパなどへ遠征）

| 年                       | 日付         | 会場                                                   | ホーム         | 得点         | アウェイ       | 優勝               | 備考         |
| クックカップ             | クックカップ | クックカップ                                           | クックカップ   | クックカップ | クックカップ   | クックカップ       | クックカップ |
| ------------------------ | ------------ | ------------------------------------------------------ | -------------- | ------------ | -------------- | ------------------ | ------------ |
| 1997                     | 7月23日      | シドニー・フットボール・スタジアム（シドニー）         | オーストラリア | 25–6         | イングランド   | オーストラリアの旗 |              |
| 1997                     | 11月15日     | トゥイッケナム・スタジアム（ロンドン）                 | イングランド   | 15–15        | オーストラリア | 引き分け           |              |
| 1998                     | 6月6日       | ラング・パーク（ブリスベン）                           | オーストラリア | 76–0         | イングランド   | オーストラリアの旗 |              |
| 1998                     | 11月28日     | トゥイッケナム・スタジアム（ロンドン）                 | イングランド   | 11–12        | オーストラリア | オーストラリアの旗 |              |
| 1999                     | 6月26日      | スタジアム・オーストラリア（シドニー）                 | オーストラリア | 22–15        | イングランド   | オーストラリアの旗 |              |
| 2000                     | 11月18日     | トゥイッケナム・スタジアム（ロンドン）                 | イングランド   | 22–19        | オーストラリア | イングランドの旗   |              |
| 2001                     | 11月10日     | トゥイッケナム・スタジアム（ロンドン）                 | イングランド   | 21–15        | オーストラリア | イングランドの旗   |              |
| 2002                     | 11月16日     | トゥイッケナム・スタジアム（ロンドン）                 | イングランド   | 32–31        | オーストラリア | イングランドの旗   |              |
| 2003                     | 6月21日      | ドックランズ・スタジアム（メルボルン）                 | オーストラリア | 14–25        | イングランド   | イングランドの旗   |              |
| 2004                     | 6月26日      | ラング・パーク（ブリスベン）                           | オーストラリア | 51–15        | イングランド   | オーストラリアの旗 |              |
| 2004                     | 11月27日     | トゥイッケナム・スタジアム（ロンドン）                 | イングランド   | 19–21        | オーストラリア | オーストラリアの旗 |              |
| 2005                     | 11月12日     | トゥイッケナム・スタジアム（ロンドン）                 | イングランド   | 26–16        | オーストラリア | イングランドの旗   |              |
| 2006                     | 6月11日      | スタジアム・オーストラリア（シドニー）                 | オーストラリア | 34–3         | イングランド   | オーストラリアの旗 |              |
| 2006                     | 6月17日      | ドックランズ・スタジアム（メルボルン）                 | オーストラリア | 43–18        | イングランド   | オーストラリアの旗 |              |
| 2008                     | 11月15日     | トゥイッケナム・スタジアム（ロンドン）                 | イングランド   | 14–28        | オーストラリア | オーストラリアの旗 |              |
| 2009                     | 11月7日      | トゥイッケナム・スタジアム（ロンドン）                 | イングランド   | 9–18         | オーストラリア | オーストラリアの旗 |              |
| 2010                     | 6月12日      | スビアコ・オーバル（パース）                           | オーストラリア | 27–17        | イングランド   | 引き分け           |              |
| 2010                     | 6月19日      | スタジアム・オーストラリア（シドニー）                 | オーストラリア | 20–21        | イングランド   | 引き分け           |              |
| 2010                     | 11月13日     | トゥイッケナム・スタジアム（ロンドン）                 | イングランド   | 35–18        | オーストラリア | イングランドの旗   |              |
| 2012                     | 11月17日     | トゥイッケナム・スタジアム（ロンドン）                 | イングランド   | 14–20        | オーストラリア | オーストラリアの旗 |              |
| 2013                     | 11月2日      | トゥイッケナム・スタジアム（ロンドン）                 | イングランド   | 20–13        | オーストラリア | イングランドの旗   |              |
| 2014                     | 11月29日     | トゥイッケナム・スタジアム（ロンドン）                 | イングランド   | 26–17        | オーストラリア | イングランドの旗   |              |
| 2016                     | 6月11日      | ラング・パーク（ブリスベン）                           | オーストラリア | 28–39        | イングランド   | イングランドの旗   |              |
| 2016                     | 6月18日      | メルボルン・レクタンギュラー・スタジアム（メルボルン） | オーストラリア | 7–23         | イングランド   | イングランドの旗   |              |
| 2016                     | 6月25日      | シドニー・フットボール・スタジアム（シドニー）         | オーストラリア | 40–44        | イングランド   | イングランドの旗   |              |
| 2016                     | 12月3日      | トゥイッケナム・スタジアム（ロンドン）                 | イングランド   | 37–21        | オーストラリア | イングランドの旗   |              |
| 2017                     | 11月18日     | トゥイッケナム・スタジアム（ロンドン）                 | イングランド   | 30–6         | オーストラリア | イングランドの旗   |              |
| 2018                     | 11月24日     | トゥイッケナム・スタジアム（ロンドン）                 | イングランド   | 37–18        | オーストラリア | イングランドの旗   |              |
| 2021                     | 11月13日     | トゥイッケナム・スタジアム（ロンドン）                 | イングランド   | 32–15        | オーストラリア | イングランドの旗   |              |
| エラ＝モブス・トロフィー |              |                                                        |                |              |                |                    |              |
| 2022                     | 7月2日       | パース・スタジアム（パース）                           | オーストラリア | 30–28        | イングランド   | イングランドの旗   |              |
| 2022                     | 7月9日       | ラング・パーク（ブリスベン）                           | オーストラリア | 17–25        | イングランド   | イングランドの旗   |              |
| 2022                     | 7月16日      | シドニー・クリケット・グラウンド（シドニー）           | オーストラリア | 17–21        | イングランド   | イングランドの旗   |              |
| 2024                     | 11月9日      | トゥイッケナム・スタジアム（ロンドン）                 | イングランド   | 37–42        | オーストラリア | オーストラリアの旗 | [ 6 ] [ 7 ]  |